# Tegella larusiensis
Tegella larusiensis är en mossdjursart som beskrevs av Soule, Soule och Chaney 1995. Tegella larusiensis ingår i släktet Tegella och familjen Calloporidae. Inga underarter finns listade i Catalogue of Life.